# Susak (Insel)
Susak (italienisch Isola Sansego) ist eine kroatische Insel in der Adria. Sie liegt südwestlich der Insel Lošinj und südlich von Istrien und ist Teil der Kvarner-Bucht.

## Geographie
Susak ist eine sanft hügelige Insel, die Fläche beträgt 3,7 km². Die Ausdehnung der Insel beträgt maximal 3 × 1,5 km. Der höchste Punkt der Insel ist der 96 m hohe Garba, auf dem ein Leuchtturm steht. Die Insel besteht aus einem kreidezeitlichen Kalksteinsockel, überlagert von sandigem Lehm („Sand von Sansego“), und ist überwiegend mit Schilfrohr, Brombeeren, Jasmin und Weinstöcken bewachsen. Die Insel wirkt dadurch (auch im Sommer) sehr grün und hebt sich durch diese Flora deutlich im Aussehen von den benachbarten Inseln (z. B. Unije und Ilovik) ab. Südöstlich der einzigen Siedlung der Insel befindet sich eine flache Sandbucht (Bok).

## Siedlungsgeschichte und Kultur
Die einzige Siedlung auf der Insel ist der gleichnamige Ort Susak mit etwa 200 Einwohnern und befindet sich in einer Bucht im Nordosten. Der Ort ist in die Ortsteile Gornje Selo (Oberdorf) und Donje Selo (Unterdorf) geteilt. Die Einwohner der Insel leben primär vom Tourismus, Weinbau und Fischfang. Die Landwirtschaft hat eine untergeordnete Bedeutung, primär für den Eigenbedarf wie Schafzucht, Anbau von Oliven und Feigen. Bedeutsam ist die Insel für Ethnologen. Durch die Abgeschiedenheit der Insel hat sich in der Bevölkerung ein altkroatischer Dialekt erhalten. Auch die Form der Trachten der Inselbewohner wird als besonderer kultureller Wert angesehen, da es sich dabei um eine der ganz wenigen Trachten in Europa handelt, bei der der Rock über dem Knie endet.
Während der kommunistischen Zeit wanderten viele Einwohner Susaks in die Vereinigten Staaten aus.

## Sehenswürdigkeiten
In der dem heiligen Nikolaus geweihten Kirche (in Gornje Selo) aus dem 11. Jahrhundert befindet sich ein großes Kruzifix, genannt „Großer Gott“, aus dem 12. Jahrhundert. Einer Legende zufolge wurde das Holzkruzifix zuerst an der Insel angespült, worauf es in die Kirche gebracht wurde. Seitdem kann dieses nicht mehr hinausgeschafft werden, da das Kreuz durch jene Tür, durch die es hereingebracht wurde, auf einmal nicht mehr hindurchpasst, obwohl an der Tür nichts verändert wurde.
Der Leuchtturm befindet sich auf dem Gipfel Garba. An dieser Stelle befand sich schon in der Urgeschichte eine Befestigungsanlage, später ein Beobachtungsposten. Er ist einer der größten und wichtigsten Leuchttürme dieser Gegend.
Vor der Küste der Insel liegen zwei antike Schiffswracks, die bei Tauchgängen besichtigt werden können. Ein Schiff transportierte bearbeitete Steinsäulen und anderes Baumaterial, während das andere Dachziegel beförderte.
Unweit des Hafens befindet sich die ehemalige Fischverarbeitungsfabrik. 1939 wurde diese von einem Unternehmen aus Venedig errichtet.
150 Arbeiter hatten dort täglich mehrere Tonnen Fisch verarbeitet. 1964 wurde die Fabrik geschlossen, 1982 das Gebäude abgerissen. Das ehemalige Verwaltungsgebäude ist jedoch noch erhalten. An der Stelle der Fabrik befindet sich heute ein kleiner Supermarkt.

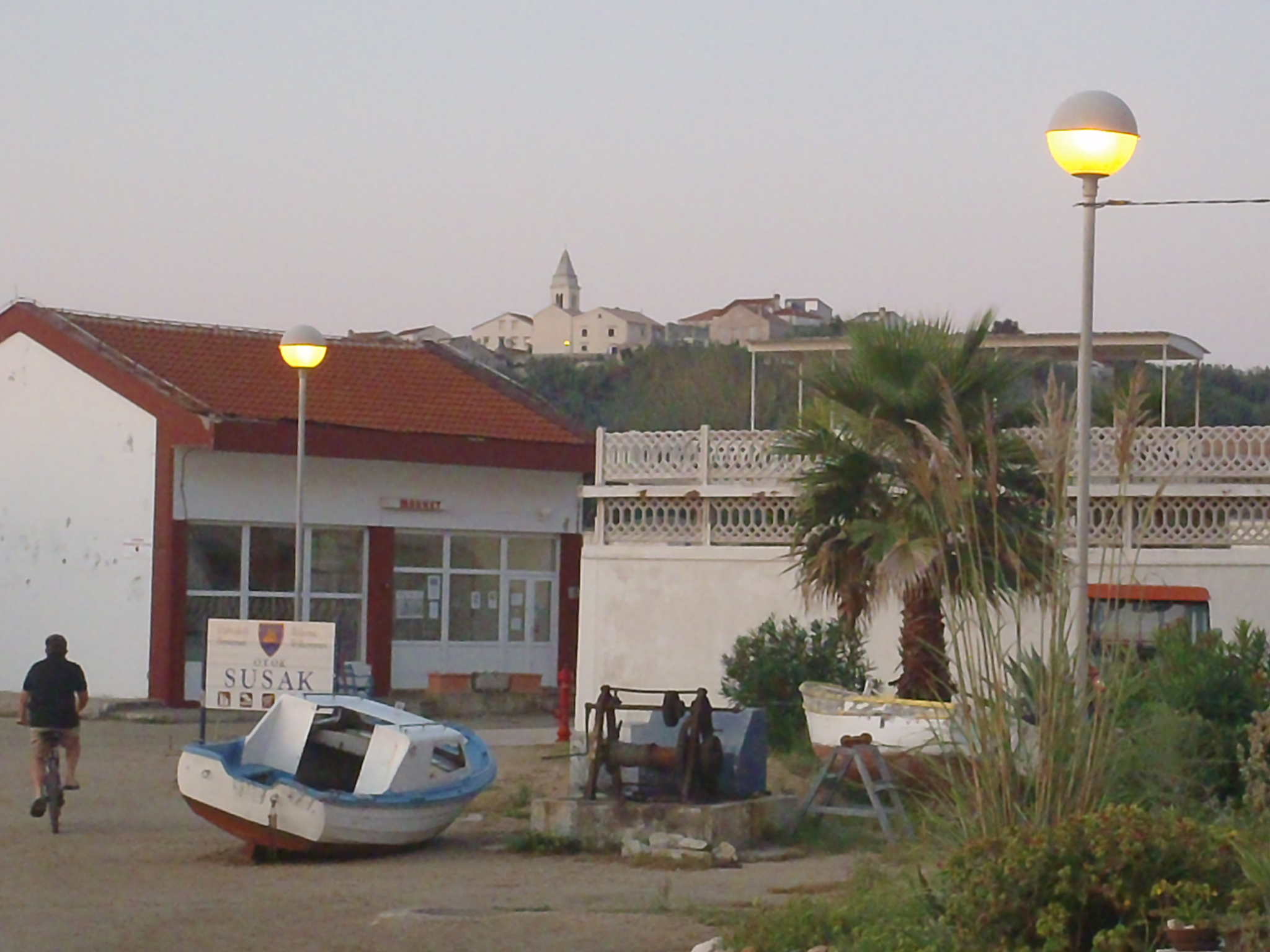
Der Markt am Gelände der alten Fischfabrik
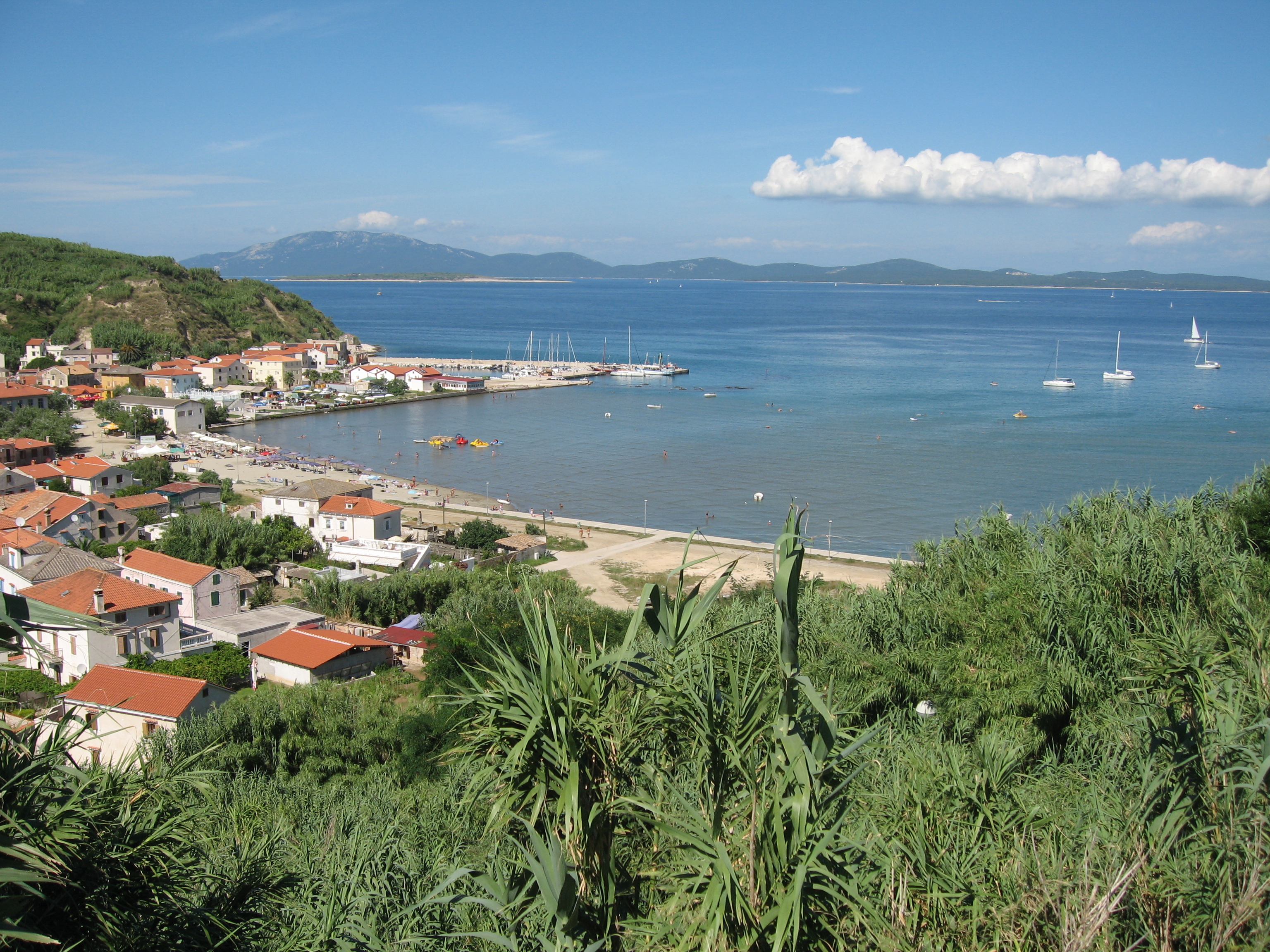
Blick auf den Hafenort Susak
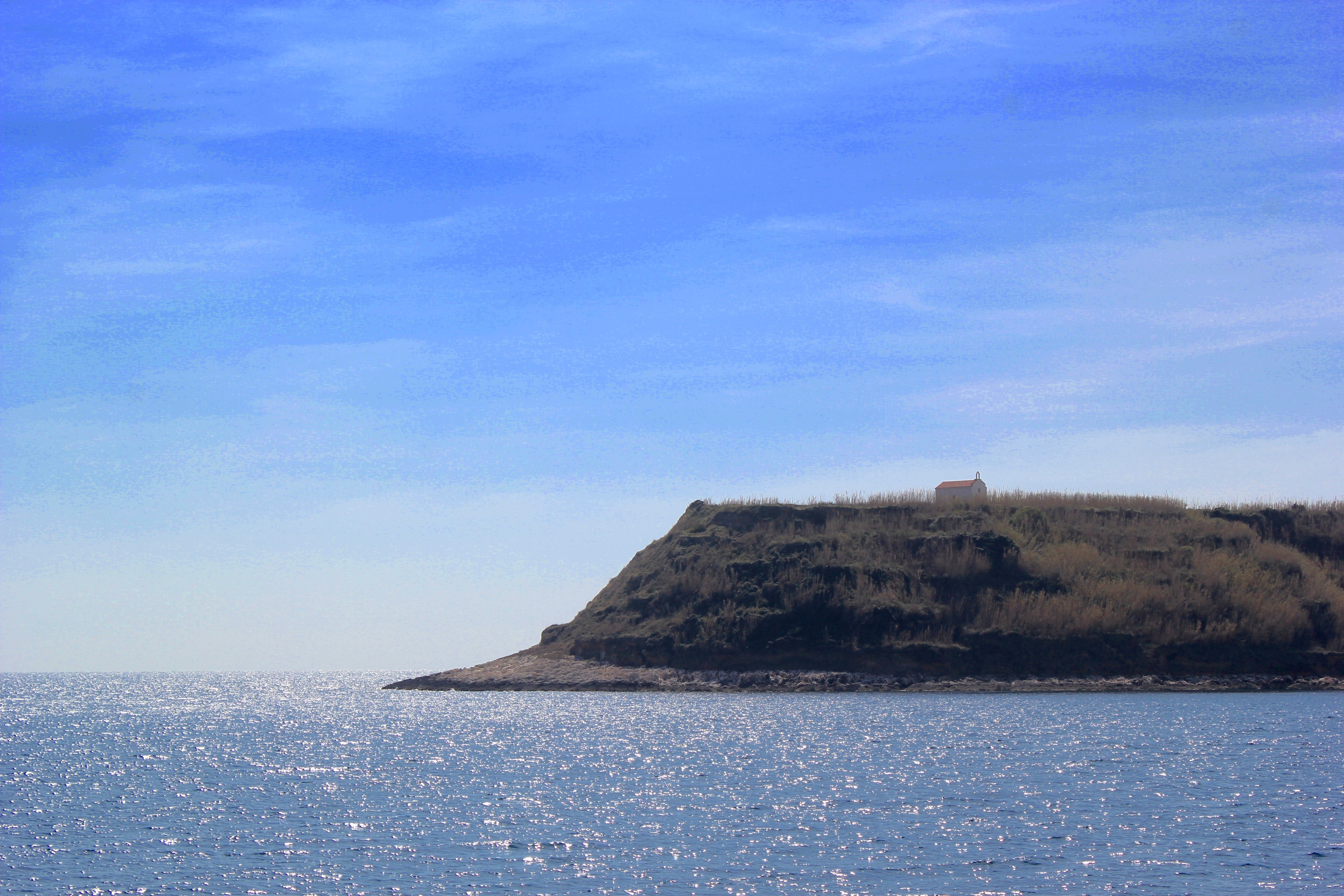
Charakteristisches Küstenprofil des Kalksteinsockels
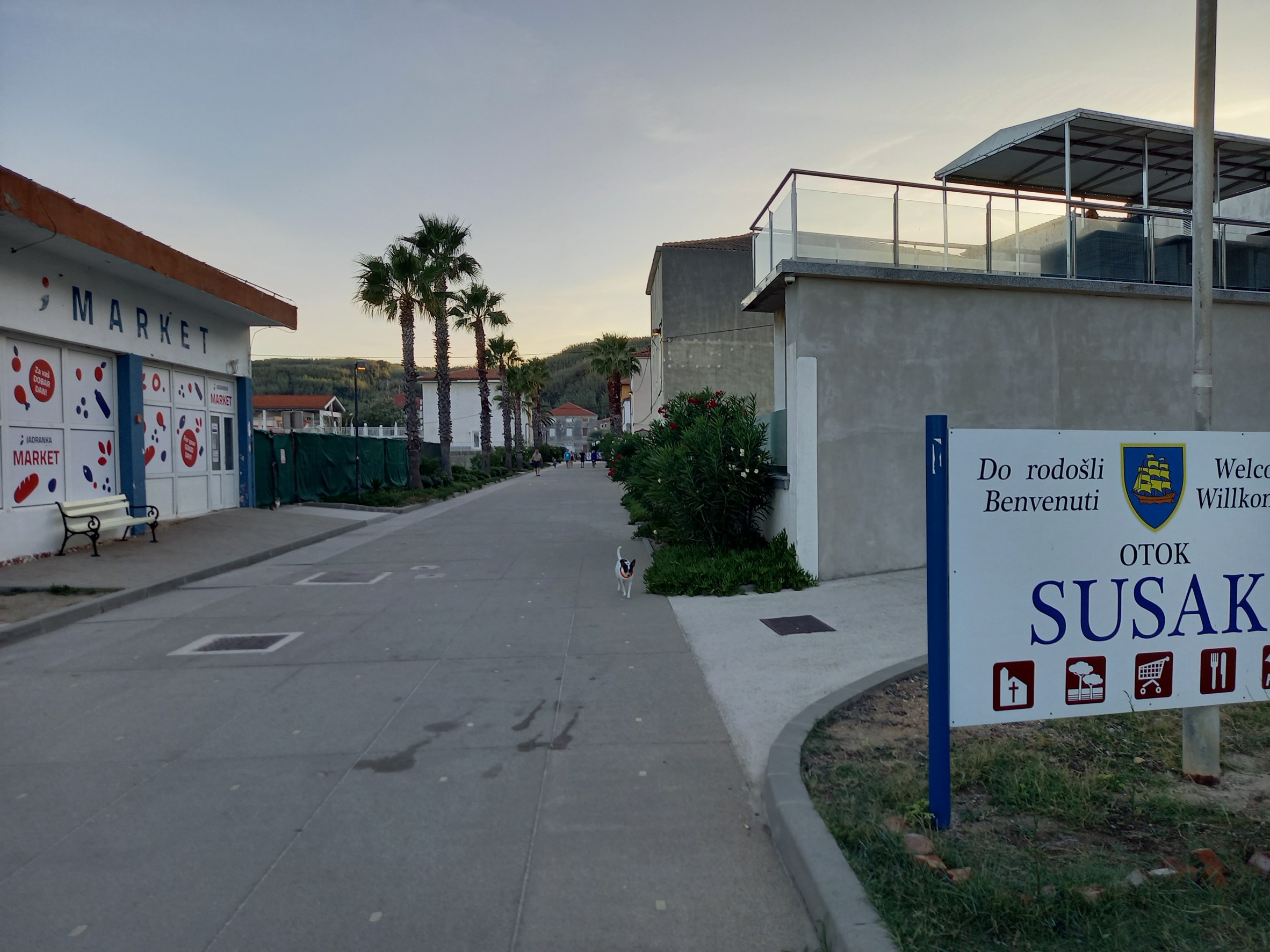
Fußgängerpromenade vom Hafen in Richtung Unterstadt
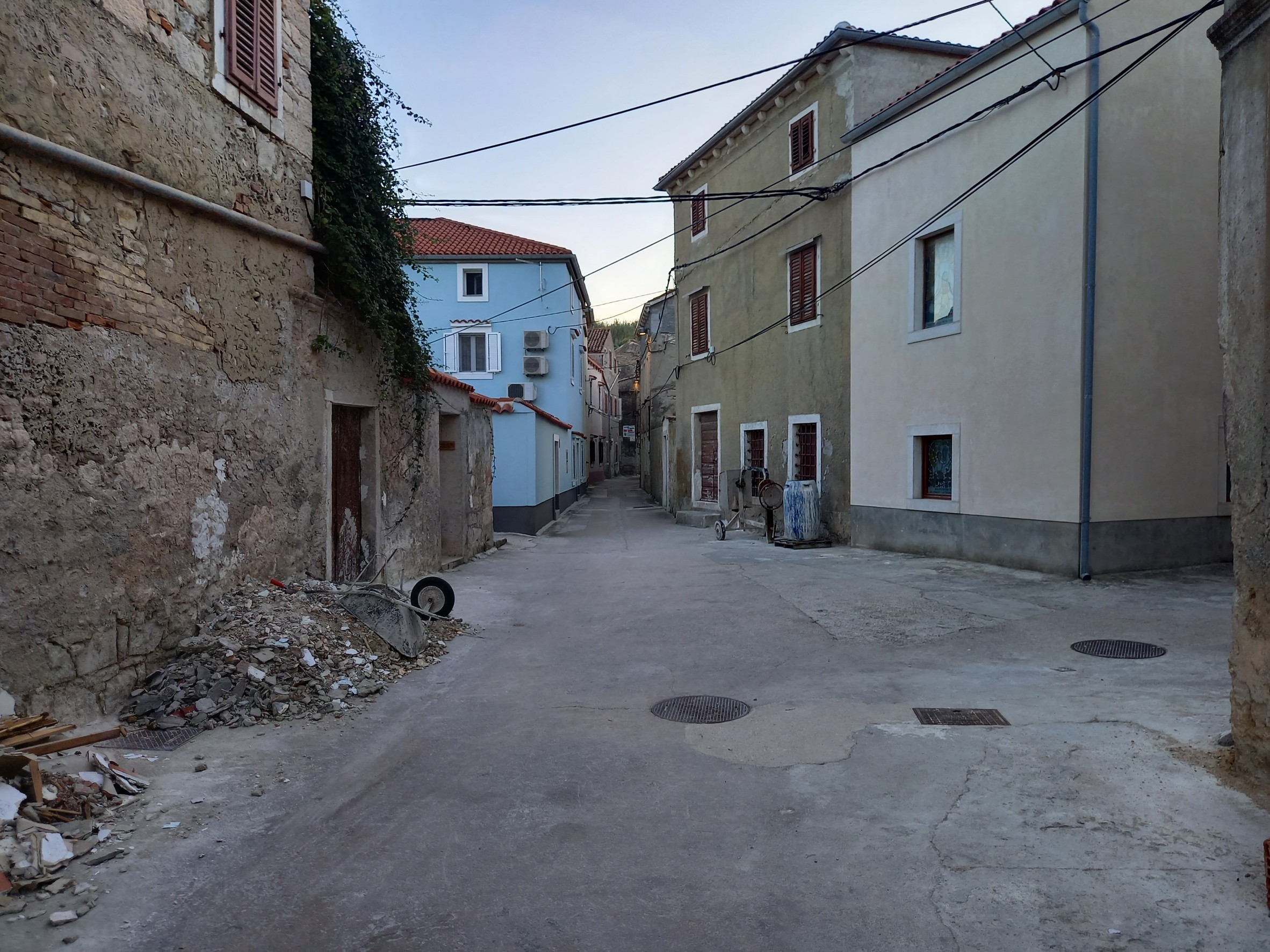
Straßenbild in Susak, Unterstadt
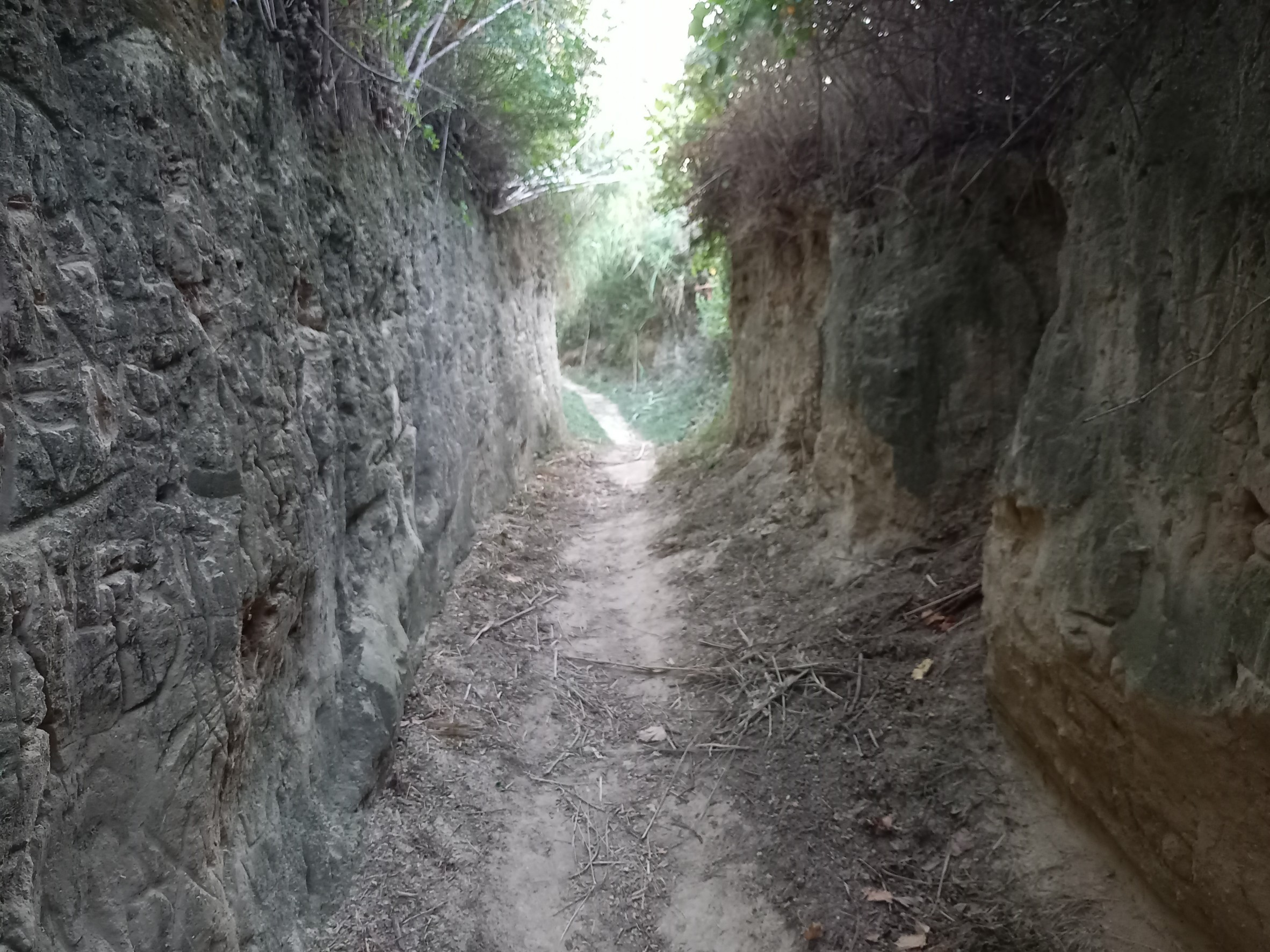
Fußweg von der Unterstadt Susak zum Garba (88 m)

## Verkehr
Bis auf einige Traktoren ist die Insel autofrei. Ober- und Unterdorf sind durch drei betonierte Treppen verbunden, Traktoren können auf einer längeren, ebeneren, mittlerweile betonierten Strecke das Oberdorf erreichen.
Ab Rijeka fährt täglich außer dienstags (Stand Sommer 2014) ein Passagierkatamaran, das Linienschiff Unije (früher lange Zeit die Premuda) verkehrt täglich ab Mali Lošinj.

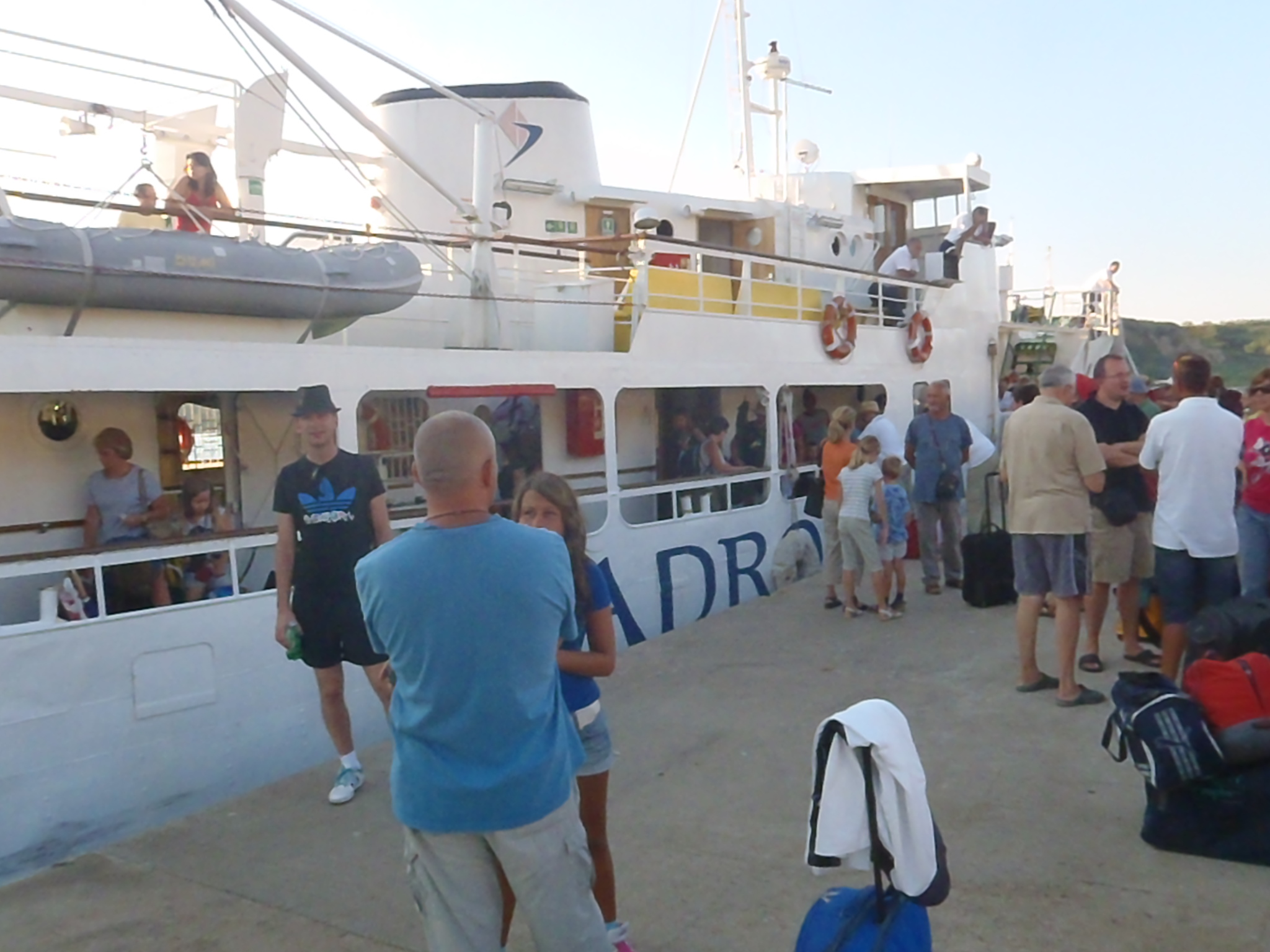
Das Linienschiff Premuda im Hafen von Susak
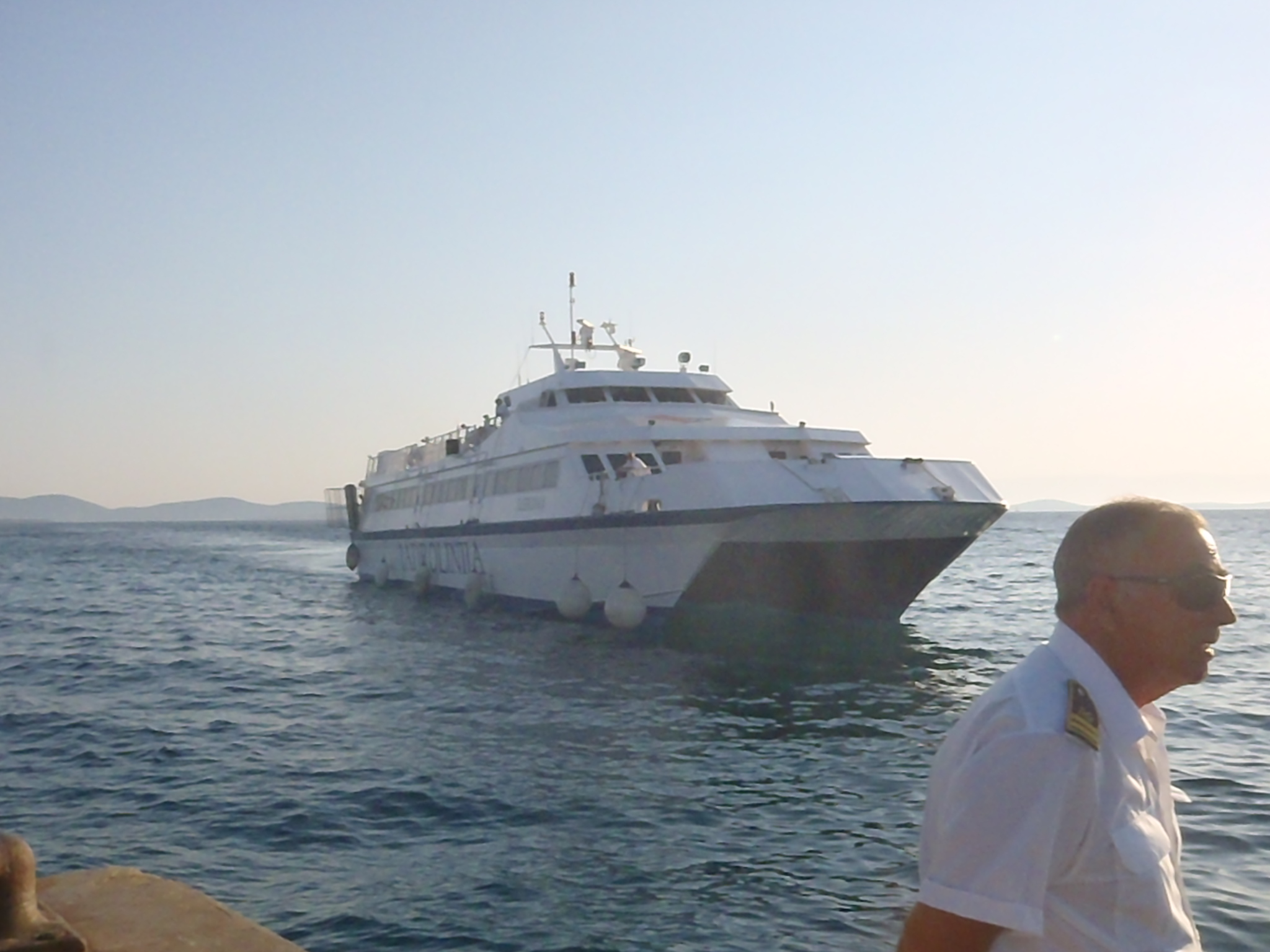
Der Katamaran aus Rijeka bei der Hafeneinfahrt von Susak